# Walter Leiser
Walter Leiser (ur. 4 maja 1931, zm. 9 grudnia 2023 w Thalwil) – szwajcarski wioślarz (sternik), srebrny medalista olimpijski.
Wystąpił na igrzyskach olimpijskich w Helsinkach w 1952 roku, gdzie Szwajcarzy w składzie: Rico Bianchi, Karl Weidmann, Heini Scheller, Émile Ess i Walter Leiser zdobyli srebrny medal w czwórkach ze sternikiem. W finale o 3,1 sekundy przegrali z osadą Czechosłowacji, a o 0,5 sekundy wyprzedzili osadę USA. Był to jego jedyny start olimpijski.
W czwórce ze sternikiem zdobył również brąz na mistrzostwach Europy w Kopenhadze (1953).
Wielokrotnie zdobywał mistrzostwo kraju, w tym w ósemkach w latach 1951-1958 oraz czwórce ze sternikiem w latach 1951-1954.